# Nintoku Tennō

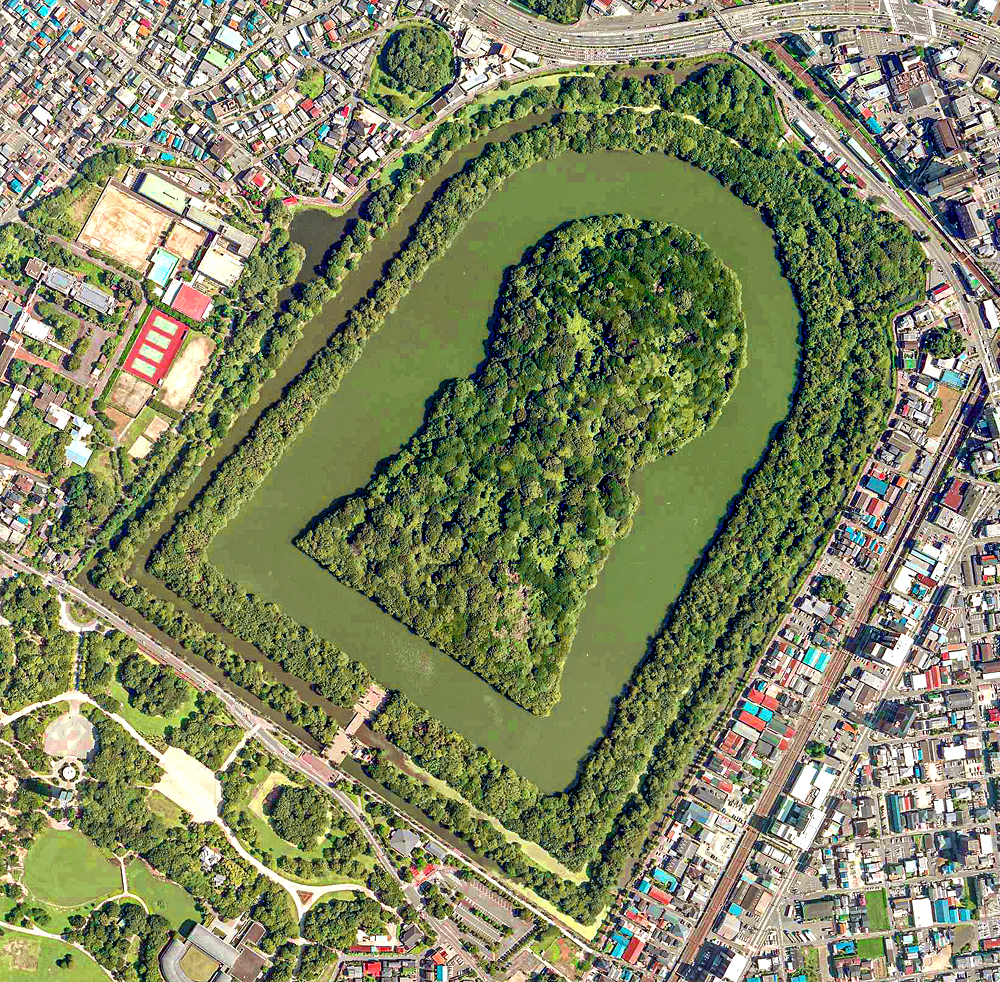
Daisen-Kofun, tumba legendaria de Nintoku Tennō.

Nintoku Tennō (en japonés: 仁徳天皇; 290-16 de enero de 399) fue el 16.º soberano imperial de Japón, según el orden tradicional de la sucesión.  No se le pueden adjudicar fechas firmes a su mandato, pero se cree que gobernó el país desde principios del siglo IV.

## Biografía
Según el Nihonshoki, era el cuarto hijo del Emperador Ōjin y padre de los Emperadores Richū, Hanzei, e Ingyō. El libro también declara que Nintoku gobernó desde el año 313 hasta el año 399 pero investigaciones modernas sugieren que estas fechas sean inexactas.
Los eruditos lo identifican con el rey San de Japón o el rey Chin en el libro de historia chino, el Libro de Song. Según el Libro de Song, San envió mensajeros a la dinastía Song china, al menos dos veces entre 421 y 425, y murió antes del 438. Chin era el hermano más joven de San y en 438 envió mensajeros para que la dinastía Song aceptara asegurar su posición como Emperador de Japón.
Daisen-Kofun (la tumba más grande del mundo) en Sakai, Osaka (Japón) es considerada por la mayoría de los eruditos como su tumba.